# أدهم بسام الملا
أدهم بسام الملا هو ابن بسام الملا المخرج ممثل سوري استطاع أن يحوز جماهيرية من خلال مشاركته في المسلسل السوري باب الحارة. هو ابن المخرج بسام الملا وحفيد الممثل أدهم الملا .

## أعماله
- باب الحارة 9 عام 2017 بدور سليم
- باب الحارة 8 عام 2016 بدور سليم
- لستُ جارية عام 2016
- باب الحارة 7 عام 2015 بدور سليم
- باب الحارة 6 عام 2014 بدور سليم
- باب الحارة 5 عام 2010 بدور سليم
- باب الحارة 4 عام 2009 بدور سليم
- باب الحارة 3 عام 2008 بدور سليم
- باب الحارة 2 عام 2007 بدور سليم
- باب الحارة 1 عام 2006 بدور سليم
- ليالي الصالحية عام 2004 بدور محمود

## وصلات خارجية
- أدهم بسام الملا على موقع قاعدة بيانات الأفلام العربية